# Margaret Leighton
Pour les articles homonymes, voir Leighton.
Margaret Leighton est une actrice britannique née le 26 février 1922 à Barnt Green (Worcestershire) et morte le 13 janvier 1976 à Chichester (Sussex).

## Biographie

### Vie privée
Margaret Leighton est mariée trois fois :
- de 1947 à 1955 avec l'éditeur  Max Reinhardt (en) (1915-2002),
- de 1957 à 1961 avec l'acteur Laurence Harvey (1928-1973),
- de 1964 à sa mort avec l'acteur Michael Wilding (1912-1979).

## Théâtre
Broadway
- 1946 : Henry IV de William Shakespeare : Lady Percy
- 1946 : Oncle Vania d'Anton Tchekhov : Yelena Andreyevna
- 1946 : Œdipus rex de Sophocle : la suivante de Jocaste
- 1946 : The Critic de Richard Brinsley Sheridan : Mrs. Dangle
- 1956-1957 : Separate Tables de Terence Rattigan : Mrs. Shankland/Miss Railton-Bell
- 1959 : Beaucoup de bruit pour rien de Shakespeare : Beatrice
- 1961-1962 : La Nuit de l'iguane de Tennessee Williams : Hannah Jelkes
- 1962-1963 : Tchin-Tchin de Sidney Michaels d'après François Billetdoux : Pamela Pew-Pickett
- 1964 : The Chinese Prime Minister d'Enid Bagnold : She
- 1966 : Slapstick Tragedy de Tennessee Williams : Trinket / The Gnadiges Fraulein
- 1967-1968 : Les Quatre Filles du docteur March de Lillian Hellman : Birdie Hubbard / Regina Giddens

## Filmographie
- 1948 : Winslow contre le roi (The Winslow Boy) de Anthony Asquith : Catherine Winslow
- 1948 : La Grande Révolte (Bonnie Prince Charlie) de Anthony Kimmins : Flora MacDonald
- 1949 : Les Amants du Capricorne (Under Capricorn) de Alfred Hitchcock : Milly
- 1950 : Égarements (The Atonished Heart) de Terence Fisher et Antony Darnborough : Leonora Vail
- 1950 : Le Chevalier de Londres (The Elusive Pimpernel) de Michael Powell et Emeric Pressburger : Marguerite Blakeney
- 1951 : Le Retour de Bulldog Drummond (Calling Bulldog Drummond) de Victor Saville : Sgt. Helen Smith
- 1952 : Home at Seven (en) de Ralph Richardson : Janet Preston
- 1952 : The Holly and the Ivy (en) de George More O'Ferrall : Margaret Gregory
- 1954 : Les bons meurent jeunes (The Good Die Young) de Lewis Gilbert : Eve Ravenscourt
- 1954 : The Teckman Mystery (en) de Wendy Toye : Helen Teckman
- 1954 : Cour martiale (Carrington V.C.) de Anthony Asquith : Valerie Carrington
- 1955 : Un mari presque fidèle (The Constant Husband) de Sidney Gilliat : Miss Chesterman
- 1957 : L'Étranger amoureux (The Passionate Stranger) de Muriel Box : Judith Wynter / Leonie Hathaway
- 1959 : Le Bruit et la Fureur (The Sound and the Fury) de Martin Ritt : Caddy Compson
- 1962 : Les Femmes du général (The Waltz of the Toreadors) de John Guillermin : Emily Fitzjohn
- 1964 : Que le meilleur l'emporte (The Best Man) de Franklin Schaffner : Alice Russell
- 1965 : Le Cher Disparu (The Loved One) de Tony Richardson : Helen Kenton
- 1966 : Frontière chinoise (Seven Women) de John Ford : Agatha Andrews
- 1969 : La Folle de Chaillot (The Madwoman of Chaillot) de Bryan Forbes : Constance, la folle de Passy
- 1970 : Le Messager (The Go Between) de Joseph Losey : Mrs. Maudsley
- 1972 : La Vie tumultueuse de Lady Caroline Lamb de Robert Bolt : Lady Melbourne
- 1972 : Une belle tigresse (Zee and Co.), de Brian G. Hutton : Gladys
- 1973 : Frissons d'outre-tombe (From Beyond the Grave) de Kevin Connor : Madame Orloff
- 1973 : Bequest to the Nation de James Cellan Jones : Lady Frances Nelson
- 1975 : Galileo de Joseph Losey : une courtisane
- 1976 : Trial by Combat (en) : Ma Gore

## Distinctions

### Récompenses
- Tony Awards 1957 : Meilleure actrice dans une pièce
- Tony Awards 1962 : Meilleure actrice dans une pièce
- Primetime Emmy Awards 1971 : Meilleur second rôle féminin dans une série télévisée dramatique pour Hallmark Hall of Fame

### Nominations
- Tony Awards 1960 : Meilleure actrice dans une pièce
- Tony Awards 1963 : Meilleure actrice dans une pièce
- Oscars 1971 : Meilleure actrice dans un second rôle pour Le Messager